# CM Punk
Phillip Jack Brooks (født d. 26. oktober 1978), bedre kendt under ringnavnet CM Punk, er en amerikansk professionel wrestler, der har wrestlet med stor succes i en række amerikanske wrestlingorganisationer, heriblandt Ring of Honor og Total Nonstop Action Wrestling (TNA). Fra 2005-2014 wrestlede han i verdens største wrestlingorganisation, World Wrestling Entertainment (WWE), hvor han er anerkendt som en seksdobbelt verdensmester, men i alt er han syvdobbelt verdensmester, fordi han også har vundet ROH World Championship en gang.
Udover sine syv anerkendte VM-titelsejre, (WWE Championship to gange, WWE World Heavyweight Championship tre gange, ECW Championship en gang og ROH World Championship en gang) har han også vundet Ring of Honors ROH Tag Team Championship to gange i ROH sammen med Colt Cabana.
I IWA Mid-South (Independent Wrestling Association Mid-South) har han også vundet IWA Mid-South Heavyweight championship fem gange og IWA Mid-South Light Heavyweight championship to gange. I IWC (International Wrestling Cartel) har han vundet IWC World Heavyweight Championship 1 gang og i MAW ( Mid-American Wrestling) han har også vundet MAW Heavyweight Championship en gang. I WWE har han endvidere også vundet WWE World Tag Team Championship en gang sammen med Kofi Kingston, samt WWE Intercontinental Championship en gang. Derudover er han den eneste wrestler, der har vundet WWE's særlige money in the bank ladder match to gange i træk. (2008,2009) 
Fra år 2000 wrestlede CM Punk på indie-scenen inden for wrestling, senere i wrestlingorganisationen Ring of Honor, der blev startet i 2002. I 2005 skrev han dog kontrakt med World Wrestling Entertainment, hvor han blev sendt til Ohio Valley Wrestling (OVW), hvor han fik mulighed for at udvikle sig yderligere som wrestler. Hans gimmick i wrestling består af en straight edge-levestil, der går ud på, at han hverken ryger, drikker eller tager stoffer – en livsstil, som han også følger i virkeligheden. 

## Biografi
Phil Brooks er født i Chicago og voksede op som wrestling fan. Hans forældre var begge alkoholikere, og derfor sværgede han i sit senere liv, at han aldrig ville indtage alkohol, euforiserende stoffer eller lignende, dermed en straight edge-levestil, som han også bygger sin wrestling rolle på. Punk er også kendt for hans tatovering af Pepsi-logoet på sin overarm og har sagt, at grunden til han har det, er fordi alle hans venner fik tattoveret øl-logoer.

## Privat
Han har tidligere dannet par med WWE-diva Maria Kannelis. Et af hans favoritbands er Lars Frederiksen & the Bastards med danske Lars Frederiksen. Han er gift med WWE Divaen Aj Lee.

## VM-titler
CM Punk er en syvdobbelt verdensmester. Han har vundet WWE Championship to gange, WWE World Heavyweight Championship tre gange, ECW Championship en gang i WWE og ROH World Championship en gang i ROH. Han er den længst regerende verdensmester i "den moderne æra" med 434 dage fra 2011 til 2013.
| Nr. | VM-titel                           | Modstander      | Org. | Dato              | Show              | Dage | Efterfølger     |
| --- | ---------------------------------- | --------------- | ---- | ----------------- | ----------------- | ---- | --------------- |
| 1   | ROH World Championship             | Austin Aries    | ROH  | 6. Juni 2005      | ROH               | 179  | James Gibson    |
| 2   | ECW Championship                   | John Morrison   | WWE  | 1. september 2007 | ECW               | 62   | Chavo Guerrero  |
| 3   | WWE World Heavyweight Championship | Edge            | WWE  | 30. juni 2008     | RAW               | 69   | Chris Jericho   |
| 4   | WWE World Heavyweight Championship | Jeff Hardy      | WWE  | 7. juni 2009      | Extreme Rules     | 49   | Jeff Hardy      |
| 5   | WWE World Heavyweight Championship | Jeff Hardy      | WWE  | 23. august 2009   | SummerSlam        | 42   | The Undertaker  |
| 6   | WWE Championship                   | John Cena       | WWE  | 17. juli 2011     | Money in the Bank | 28   | Alberto Del Rio |
| 7   | WWE Championship                   | Alberto Del Rio | WWE  | 20. november 2011 | Survivor Series   | 434  | The Rock        |